# Oxford University Gliding Club
Der Oxford University Gliding Club (deutsch: Segelflugclub der Universität von Oxford, OUGC) ist der Segelflugclub der University of Oxford.

## Geschichte
Der Club wurde 1937 als Teil des Oxford University and City Gliding Club gegründet. Der erste Cheffluglehrer war der Segelflugpionier Robert Kronfeld. Die ersten Flüge absolvierte man von Cummor Meadow im Frühling 1938. Im Verlauf des Jahres wechselte der Club seinen Standort an den Chiltern Kamm, zwischen Aston Rowant und Lewknor. Da mit dem Beginn des Krieges 1939 sämtlicher Sportflug in Großbritannien eingestellt wurde, konnte auch der Club in dieser Zeit seine Tätigkeiten nicht weiter fortsetzen. 
1951 gründete sich der Club neu und zog 1956 nach Weston on the Green, einem ehemaligen Flugplatz der Royal Air Force.
Anfang der 1980er zog der Club erneut um, nach Bicester Airfield. Den Standort teilte man sich mit der RAFGSA (Segelflugvereinigung der Royal Air Force). Zu diesem Zeitpunkt besaß der Club nur ein Segelflugzeug, eine Schleicher Ka 7, welche man von dem ortsansässigen Zahnarzt Peter Pratelli geschenkt bekam. In den späteren Jahren wurde sie durch den Zweisitzer Grob G103a Twin ersetzt.
Im Januar 1986 erwarb der Club eine Grob G 102 und verkaufte die Twin. Diese wurde später durch die weniger leistungsstarke, aber leichter zu fliegende Schleicher ASK 21 ersetzt. Wie alle anderen Flugzeuge wurde auch diese durch die Mitgliedsbeiträge finanziert, durch die die aufgenommenen Kredite bezahlt wurden.

## Wettbewerbe und Ausflüge
Der OUGC nimmt regelmäßig am Annual Gliding Varsity Match gegen den Cambridge University Gliding Club sowie den Inter-uni-Wettbewerben. 
Weiterhin unternimmt der Club Ausflüge zu anderen Segelflugplätzen in Großbritannien.

## Flotte des Clubs
| Segelflugzeug-Typ          | Rufzeichen | Type                |
| -------------------------- | ---------- | ------------------- |
| Alexander-Schleicher ASK21 | GAM        | Zweisitzer          |
| Alexander-Schleicher Ka8   | HYX        | hölzerner Einsitzer |
| Grob Astir CS              | FEF        | Einsitzer           |

Die Mitglieder können zudem auf die Flotte des Windrusher Gliding Club zugreifen, der ebenfalls von Bicester startet.